# Southampton sammensværgelsen
Southampton sammensværgelsen (the Southampton Plot) var en sammensværgelse om at afsætte kong Henrik 5. af England, afsløret i 1415, lige inden kongen skulle sætte sejl mod Frankrig på sit felttog, en del af Hundredårskrigen. Planen var at erstatte ham med Edmund Mortimer, 5. jarl af March.

## Oversigt
Mortimer var oldebarn af Lionel af Antwerpen, 1. hertug af Clarence, anden overlevende søn af kong Edvard 3., og hans krav på tronen var således bedre end Henry 5.'s og hans far, Henrik 4.'s, idet deres krav på tronen kom fra Henrik 4.'s far, Johan af Gent, 1. hertug af Lancaster, tredje overlevende søn af Edvard 3. Desuden var Edmund Mortimers far, Roger Mortimer, 4. jarl af March, bredt blevet betragtet som hei presumptive til kong Richard 2., som ikke havde nogen børn, og Edmund Mortimer havde selv været formodet arving til Richard 2., mens han var lille.
De tre hovedpersoner i sammensværgelsen var Edmund Mortimer svoger, Richard af Conisburgh, 3. jarl af Cambridge ; Henry Scrope, 3. baron Scrope af Masham (hvis onkel Richard Scrope var blevet henrettet for sin deltagelse i et oprør i 1405); og Sir Thomas Gray, hvis søn, Thomas, i 1412 var blevet forlovet med Cambridge eneste datter, Isabel.
Den formelle hovedperson, jarlen af March, underrettede kong Henrik om sammensværgelsen den 31. juli og sagde, at han kun lige var blevet gjort opmærksom på den. Richard, Scrope og Gray blev straks arresteret. Retssagen fandt sted i Southampton. Traditionelt hævdes det, at retssagen fandt sted på det sted, hvor Red Lion Inn befinder sig i dag, men der er ingen samtidige optegnelser om dette. Gray blev halshugget den 2. august og de to stormænd den 5. august, begge foran Bargate. Tilfreds, Henry sejlede til Frankrig den 11. august.
Scropes involvering i sammensværgelsen overraskede samtidige og fortsætter med at forundre historikere, da han var en af kongens favoriter. Historikeren Ian Mortimer hævder, at Scrope blot havde indyndet sig selv i Cambridge og Greys tillid for at kunne forråde sammensværgelsen, ligesom Edvard, hertug af York havde gjort i forbindelse med Helligtrekonger-opstanden i 1400, men blev forhindret af Edmund Mortimers afsløring af sammensværgelsen til kongen den 31. juli. Pugh finder imidlertid Scropes undskyldende udsagn under retssagen for ikke at være overbevisende og skriver, at Scrope aldrig lod som om, at han havde til hensigt at informere kongen om sammensværgelsen. Pugh hævder også, at "der ikke var noget plan i 1415 om at myrde Henrik 5. og hans tre brødre, og at den afskyelige anklage, langt den mest sensationelle i anklagen, blev fabrikeret for at sikre, at Cambridge, Gray og Scrope ikke undslap dødsstraf som en velfortjent straf for de forskellige andre lovovertrædelser, som de utvivlsomt har begået".

## Efterspil
Med hertugen af York, jarlen af Cambridge's ældre brors død i Slaget ved Agincourt senere samme år, blev Cambridge søn Richard Plantagenet arving til titlen, som han til sidst fik tilbage efter Henrik 5.'s død. Gennem sin mor arvede han også Mortimer-kravet på tronen efter jarlen af Marchs død. Senere i livet ville Richard bruge dette krav til at forsøge at afsætte kong Henrik 6.

## Dramatisering
Southampton sammensværgelsen er dramatiseret i Shakespeares Henrik den Femte, hvor det er skildret som et franskfinansieret forræderi mod kongen for at stoppe Henriks invasionsplaner. Det er også portrætteret i det anonyme skuespil, The History of Sir John Oldcastle (ca. 1600) og i William Kenricks Falstaff's Wedding (1760).

## Fodnoter
1. ↑  Cokayne 1932, s. 448; Richardson III 2011, s. 193–6.
2. ↑  Richardson IV 2011, s. 401; Pugh 1988, s. 104.
3. ↑  Peberdy, Philip (1967). Bargate Guildhall Museum Southampton. Southampton Museums. s. 17. OCLC 655570724.
4. ↑  Mortimer, Ian (2009). 1415: Henry V's Year of Glory. The Bodley Head. s. 300-319.
5. ↑  Pugh 1988, s. 130.
6. ↑  Pugh 1988, s. xii.

## Yderligere læsning
- Barker, Juliet (2006). Agincourt: The King, the Campaign, the Battle. United Kingdom: Abacus. ISBN 978-0-349-11918-2.
- Curry, Anne (2005). Agincourt: A New History. United Kingdom: Tempus Publishing. ISBN 978-0-7524-2828-4.
- Mortimer, Ian (2009). 1415: Henry V's Year of Glory. London: The Bodley Head. ISBN 978-0-224-07992-1.